# Justinus Kerner
Justinus Andreas Christian Kerner (Ludwigsburg, 18 settembre 1786 – Weinsberg, 21 febbraio 1862) è stato uno scrittore, poeta e medico tedesco.

## Biografia

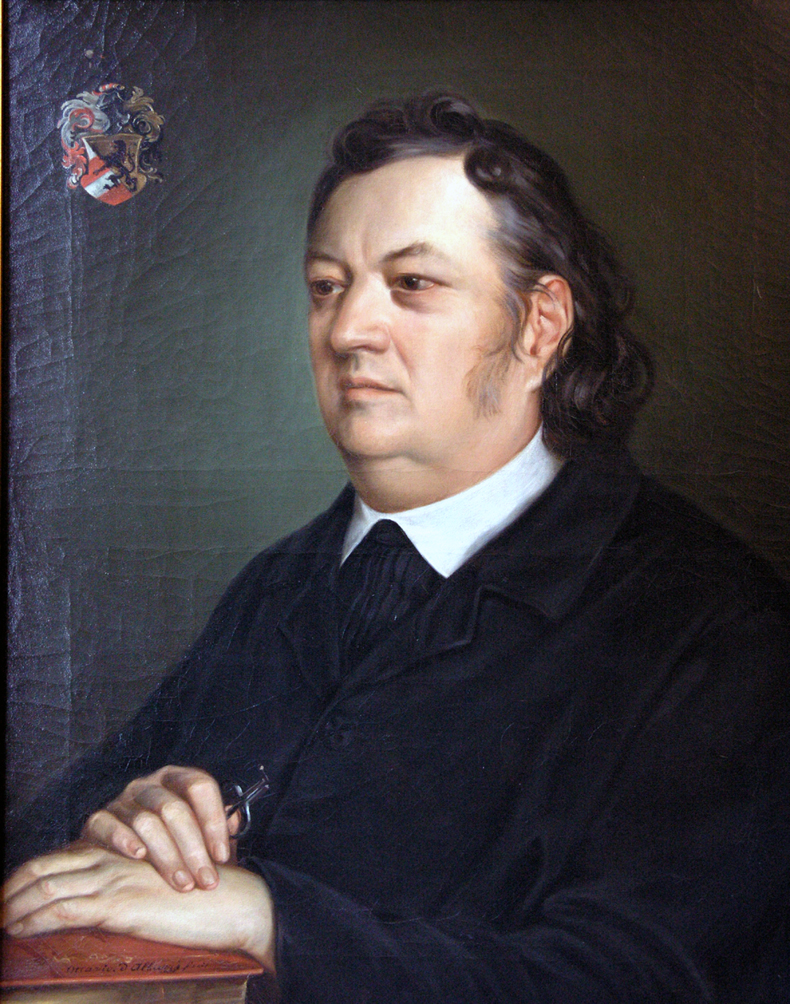
Justinus Kerner nel 1852

Kerner si distinse sia come poeta sia come saggista.
Suo padre Christoph Ludwig Kerner era, come suo nonno Johann Georg Kerner, un alto funzionario di Ludwigsburg, e morì nel 1799, quando Justinus aveva tredici anni. Sua madre era Friederike Luise Stockmaier (1750-1817). Justinus era il più giovane di sei figli. Il suo fratello maggiore, Johann Georg, divenne noto come il cronista della Rivoluzione francese, invece suo fratello Karl divenne generale e, per breve tempo, ministro degli interni del Regno di Württemberg. Aveva un altro fratello e due sorelle.
Nel 1807 incontrò la sua futura moglie Friederike Ehmann (9 gennaio 1786 - 4 aprile 1854), che sposò nel 1813. Dal matrimonio nacquero le figlie, Marie (2 dicembre 1813 - 14 aprile 1886), Emma (16 novembre 1822 - 26 novembre 1895) e il figlio Theobald (14 giugno 1817- 11 agosto 1907).

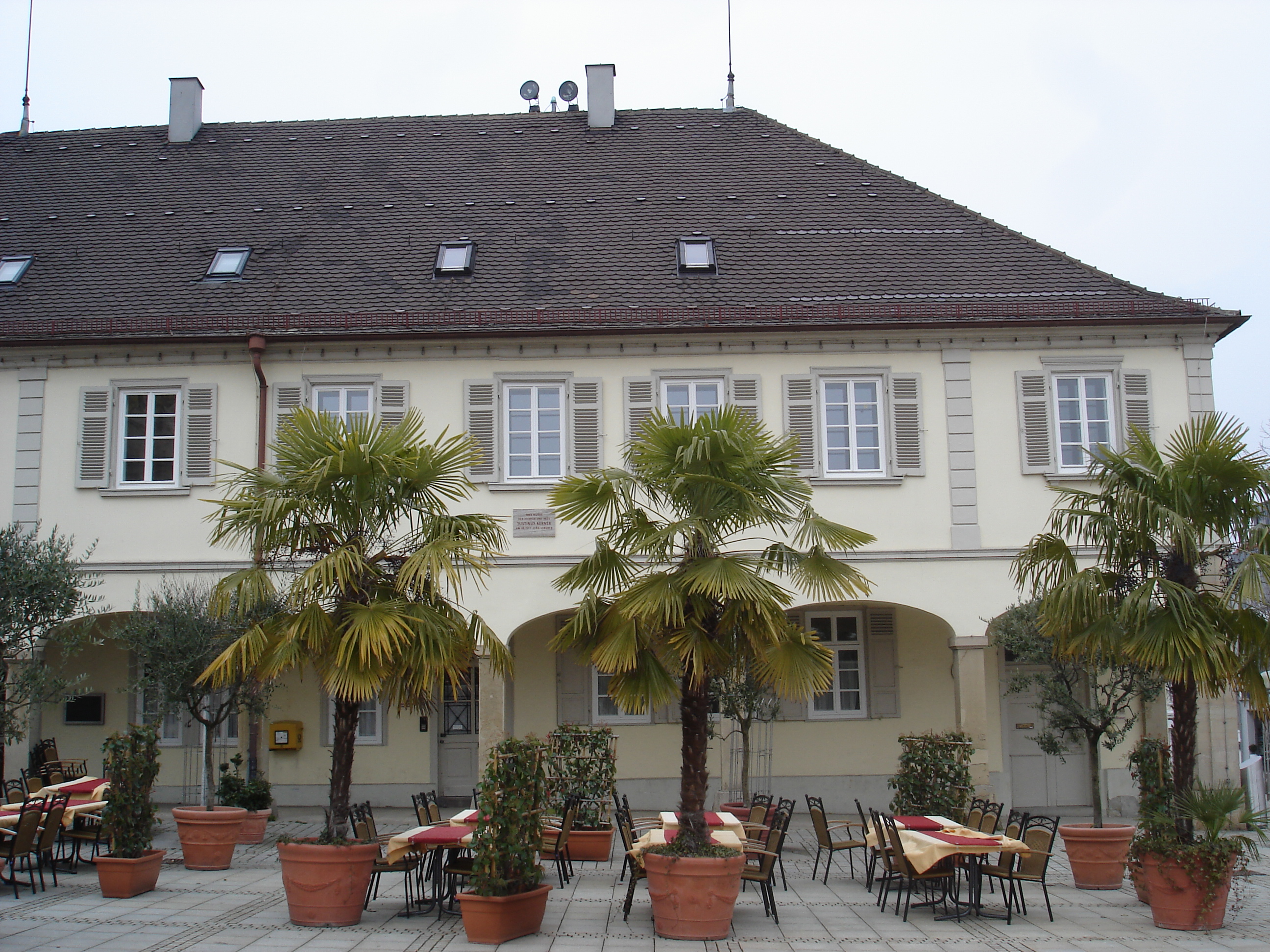
La casa natale di Kerner a Ludwigsburg

Sin da giovane mostrò interesse per le discipline parascientifiche, quali lo spiritismo, l'occultismo e il magnetismo.
Kerner studiò nelle scuole classiche di Ludwigsburg e di Maulbronn, fu apprendista in una fabbrica di tessuti, ma, nel 1804, grazie ai buoni servizi del professor Karl Philipp Conz, fu in grado di entrare all'Università di Tubinga, frequentando la facoltà di medicina.
Dopo la laurea, ottenuta nel 1808, collaborò con Ludwig Uhland e Gustav Schwab alle riviste Poetischer Almanach nel 1812, alla Deutscher Dichterwald nel 1813, e due anni dopo incominciò ad esercitare la professione di medico in un paesino della Svevia, studiando contemporaneamente per molti anni una veggente, che ospitò in casa sua.

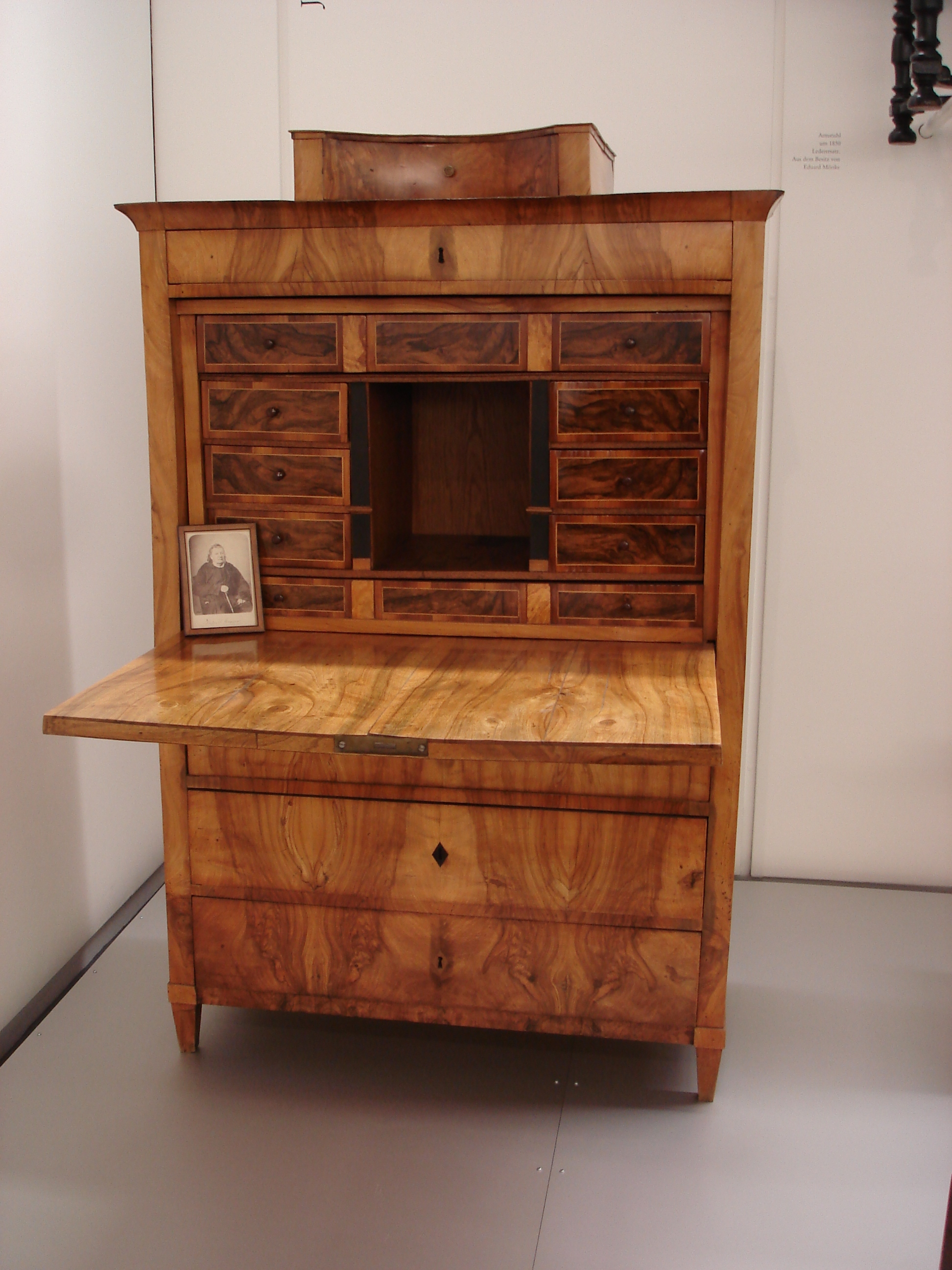
La scrivania di Kerner nel Museo Städtisches di Ludwigsburg

Il frutto delle sue osservazioni e delle sue ricerche fu il saggio intitolato Die Seherin von Prevorst ("La veggente di Prevorst", 1829), che gli diede una grande popolarità.
Successivamente scrisse libri sul mesmerismo, sul sonnambulismo sul magnetismo animale e di medicina, tra i quali, il primo trattato sull'acido sebacico e sul botulismo, Das Fettgift o Fettsäure und ihre Wirkung auf den tierischen Organismus (1822), oltre che una descrizione di Wildbad e delle sue acque curative, Das Wildbad im Königerich Württemberg (1813).
Kerner fu il pioniere della Kleksografia, arte di produrre una immagine piegando un foglio contenente macchie di inchiostro inkblots, e difatti incluse le kleksografie nei suoi libri di poesia.
Kerner stesso fu un veggente con una grande passione per la letteratura, difatti strinse una profonda amicizia con gli scrittori romantici, soprattutto con Ludwig Uhland, Nikolaus Lenau, Friedrich Hölderlin, e si dimostrò uno dei più importanti rappresentanti della 'scuola sveva', una scuola aderente all'ultimo Romanticismo, caratterizzata da una posizione lontana dall'intellettualismo e tendente ad elementi popolareggianti.

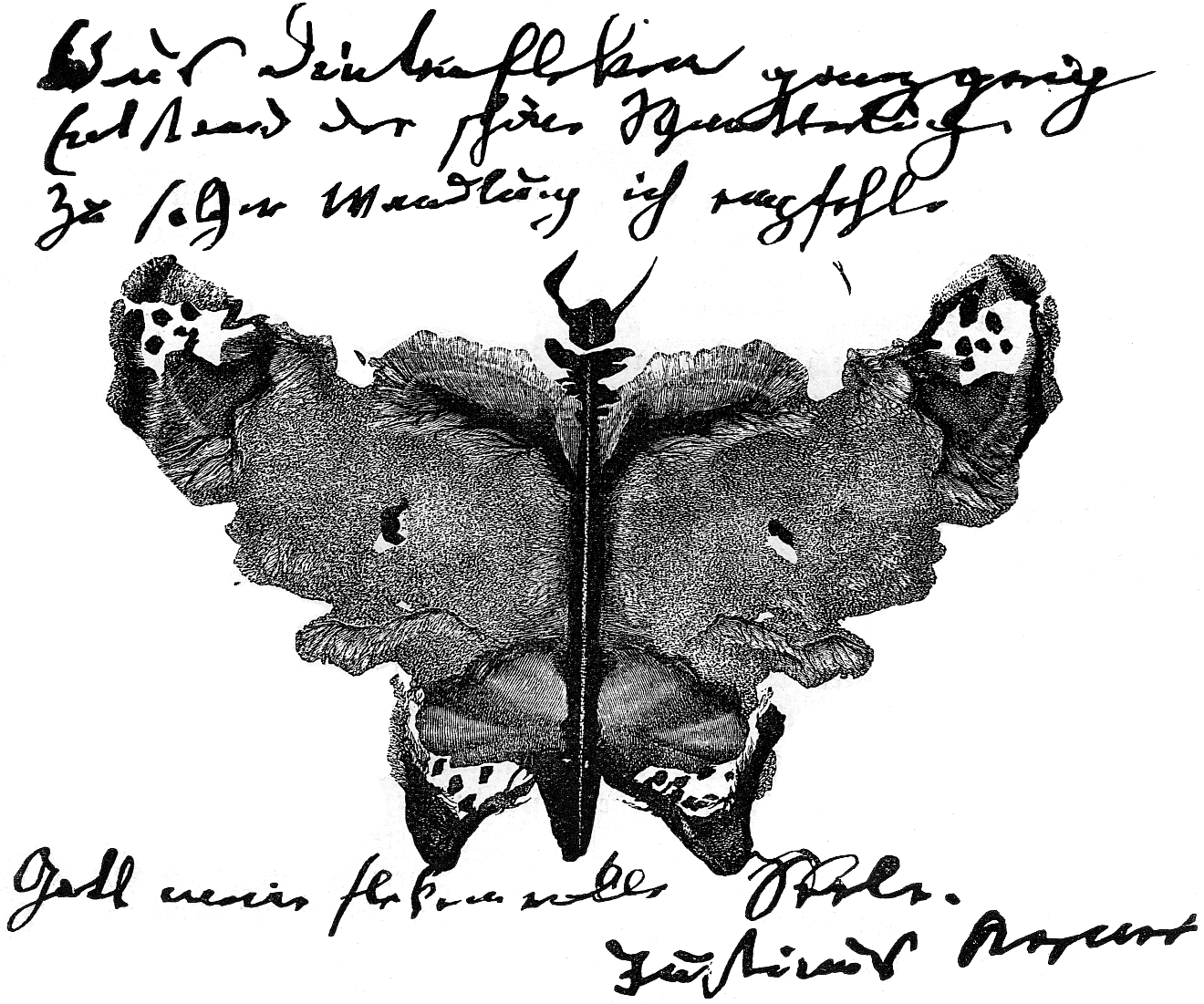
Kleksografia di Justinus Kerner, pubblicata nel 1879

Kerner come poeta si contraddistinse per la freschezza e la musicalità dei suoi versi, tipici del canto popolare, ispirati da Uhland e da Eichendorff, oltre che per il gusto del misterioso, in una miscela di fantasia e realtà, di malinconia e di un bonario umorismo.
La prima raccolta del suo Gedichte ("Poesie"), pubblicata nel 1826 evidenziò una malinconia insolita e una brama mistica per la morte.
Alcune delle sue ballate, come Der Wanderer in der Sägemühle ("Il viandante nella segheria") e Kaisers Rudof Ritt zum Grabe ("La cavalcata dell'imperatore Rodolfo verso la tomba"), si possono accostare a quelle di Uhland.
Come attività collaterale, nel dicembre del 1823 Justinus Kerner fondò, assieme alla moglie, l'"Associazione femminile Weinsberg" di cui diventò presidente, che si occupò della conservazione dei monumenti e degli edifici storici, quali il castello di Weinsberg.

## Opere principali

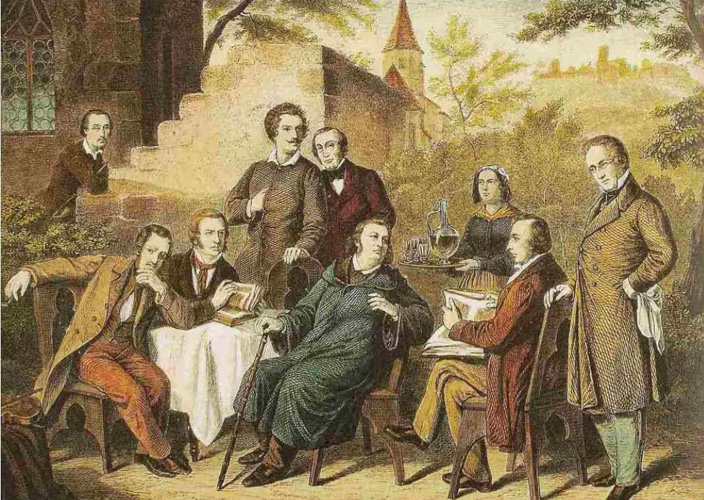
Cerchia di poeti della 'scuola sveva'. Da sinistra: Theobald Kerner, Nikolaus Lenau, Gustav Schwab, conte Alexander von Württemberg, Karl Mayer, Justinus Kerner, Friederike Kerner, Ludwig Uhland, Karl August Varnhagen von Ense (incisione colorata dopo un dipinto ad olio di Heinrich von Rustige)

### Romanzi
- Reiseschatten von dem Schattenspieler Lux, (Heidelberg, 1811).

### Racconti
- Die Heimatlosen, (1816);
- Geschichte zweier Somnambulen, (1824).

### Poesie
- Poetischer Almanach, (1812, con Uhland, Schwab e altri);
- Deutscher Dichterwald, (1813, con Uhland, Schwab e altri);
- Gedichte, (1826);
- Dichtungen, (1834);
- Der letzte Blüthenstrauß, (1852);
- Winterblüthen, (1859);
- Der reichste Fürst, (ballata);
- Wanderer in der Sägemühle;
- Wohlauf noch getrunken;
- Der Geiger zu Gmünd;
- Ausgewählte poetische Werke, (1878–1879).

### Satire
- Der rasende Sandler, (1817).

### Saggi medici e scientifici
- Das Wildbad im Königreich Württemberg, (1813);
- Das Fettgift oder die Fettsäure und ihre Wirkung auf den tierischen Organismus, (1822);
- Geschichte zweier Somnambulen, (1824);
- Die Seherin von Prevorst, (prima edizione, 2 volumi, Stoccarda, 1829);
- Blätter aus Prevorst, (1831);
- Geschichten Besessener neuerer Zeit, (1834);
- Eine Erscheinung aus dem Nachtgebiete der Natur, (1836);
- Nachricht von dem Vorkommen des Besessenseins, (1836);
- Magikon. Archiv für Beobachtungen aus dem Gebiete der Geisterkunde und des magnetischen und magischen Lebens, (Stoccarda, 1840–1853);
- Franz Anton Mesmer aus Schwaben, Entdecker des thierischen Magnetismus. Erinnerungen an denselben, nebst Nachrichten aus den letzten Jahren seines Lebens zu Meersburg am Bodensee, (Francoforte sul Meno, 1856).